# .hu
.hu је највиши Интернет домен државних кодова (ccTLD) за Мађарску.

## Политика додељивања поддомена
Политика додељивања поддомена за Мађарску (.hu) прати канадску политику (.ca), то јест, свако може да региструје директан поддомен од .hu; амерички и британски стилови додељивања су такође могући (.gov, .edu, и .co.uk, .ac.hu).